# Jean Lulvès

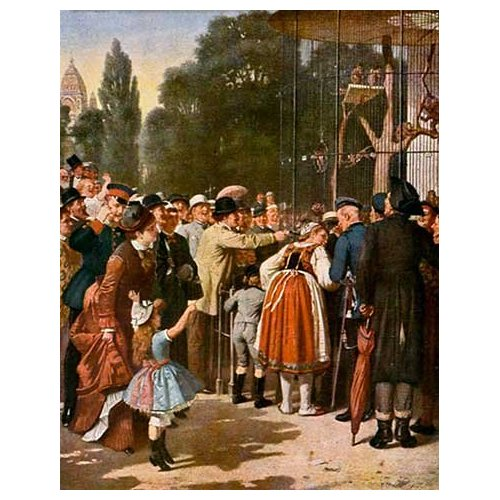
Besucher vor dem Affenhaus

Jean Lulvès (* 26. November 1833 in Mülhausen; † 8. Januar 1889 in Berlin) war ein französisch-deutscher Genremaler. Er schuf vor allem dekorative Werke für große Räume, etwa für den Krönungssaal im Moskauer Kreml und das Bankhaus Krause in Berlin, und verwendete oft historische Motive, wobei er sich auf das 16. bis 18. Jahrhundert spezialisierte.

## Leben und Werke

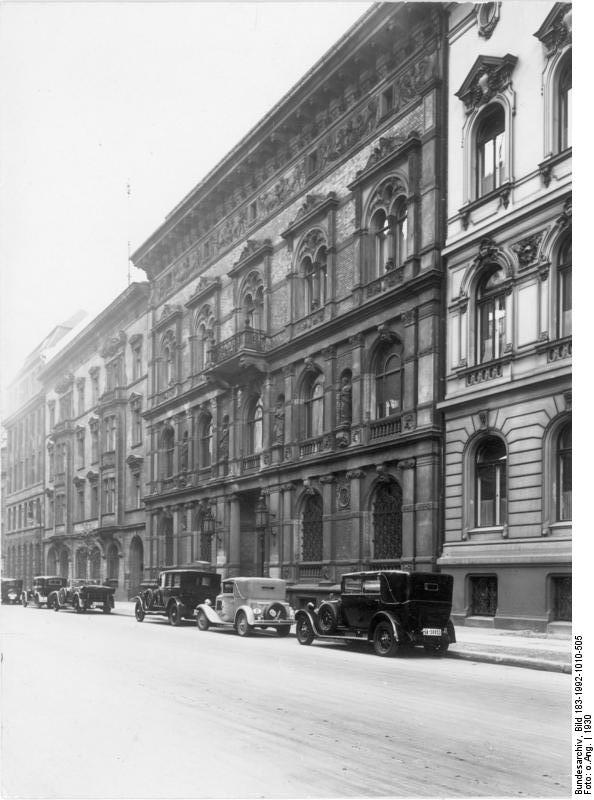
Das Bankhaus Krause existiert nicht mehr.

Lulvès verdiente sein Geld zunächst als Ingenieur in Frankreich, Belgien und Deutschland. Ab 1862 studierte er bei Carl Steffeck in Berlin, 1863/64 war er Mitarbeiter von Baron Moller auf der Insel Ösel. Von dort begab er sich nach Moskau und wirkte an der Dekoration des Alexander-Newsky-Saales im Kreml mit. 1865 hielt er sich in Rom auf. Danach kehrte er wieder nach Berlin zurück. Hier übernahm er die Ausgestaltung des Ballsaals des Bankhauses Krause mit Wachsfarbenbildern. Ab 1862 beschickte er regelmäßig die Akademieausstellungen mit Genrebildern.
Zu seinen Bildern gehören der Maler Clouet im Louvre, das heimliche Wiedersehen, die Ermordung Riccios, die historische Mordstätte, Höfische Szene (Huldigung des jungen Infanten), Musizierender Jüngling, Löwin mit Jungem. Die Marionetten (Museum Mülhausen i. E.), Petit Lever (Stadtmuseum Königsberg). Häufig reproduziert wird die Darstellung von Zoobesuchern vor dem Affenhaus in Berlin. Außerdem arbeitete er als Illustrator für A. Traegers Deutsche Kunst, Illustrierte Zeitung (Leipzig), Lipperheides Illustrierte Frauenzeitung, Schorers Familienblatt, Daheim, Über Land und Meer und andere mehr.
Jean Lulvès starb 1889 im Alter von 55 Jahren in Berlin und wurde auf dem Alten St.-Matthäus-Kirchhof in Schöneberg beigesetzt. Im Zuge der von den Nationalsozialisten 1938/1939 durchgeführten Einebnungen auf dem Friedhof wurden seine sterblichen Überreste auf den Südwestkirchhof Stahnsdorf bei Berlin umgebettet.

## Familie
Er war der Sohn des aus Hannover stammenden und in Rouen ansässig gewordenen Kupferstechers und Radierers Antoine Frėdėric Lulvès. Verheiratet war er mit Margarete Lulvès († 1906). Sein Sohn Dr. Jean Lulvès (1866–1928) wirkte als Archivrat, Historiker und Genealoge und verfasste eine Reihe historischer Publikationen.

## Veröffentlichungen
- Blätter für Kostümkunde, historische und Volks-Trachten, neue Folge, zweites Heft (13. – 24. Blatt), Berlin, Franz Lipperheide, 1876, 1. Auflage, mit 12 kolorierten Stahlstichen nach Aquarellen von C. E. Doepler, Jean Lulves und Franz Meyerheim, mit beschreibendem Text